# ジョニー・マンデル
ジョニー・マンデル（Johnny Mandel、本名：ジョン・アルフレッド・マンデル (John Alfred Mandel)、1925年11月23日 - 2020年6月29日）は、アメリカ合衆国の作曲家、編曲家。

## 来歴
ニューヨーク・マンハッタン出身。ユダヤ系アメリカ人。マンハッタン音楽学校とジュリアード音楽院で学ぶ。
1940年代からジャズ界でトロンボーンやトランペットの演奏や作曲・編曲の音楽活動を始め、その後映画やテレビドラマに進出、1965年の映画『いそしぎ』の音楽を担当、その主題歌として作曲した「シャドウ・オブ・ユア・スマイル」が第38回アカデミー賞歌曲賞、第8回グラミー賞最優秀楽曲賞を受賞した。また、ナタリー・コールの「アンフォゲッタブル」の編曲などでグラミー賞を計5回受賞した。2010年にソングライターの殿堂入りした。2011年、国立芸術基金のジャズマスターに選ばれた。
2020年6月29日、心疾患のためカリフォルニアの自宅で死去、94歳。

## 主なフィルモグラフィ
- 『私は死にたくない』 - I Want to Live! (1958年)
- 『ゆすり』 - The Lawbreakers (1961年)
- 『卑怯者の勲章』 - The Americanization of Emily (1964年)
- 『いそしぎ』 - The Sandpiper (1965年)
- 『動く標的』 - Harper (1966年)
- 『アメリカ上陸作戦』 - The Russians are Coming,The Russians are Coming (1966年)
- 『殺しの逢びき』 - An American Dream (1966年)
- 『殺しの分け前/ポイント・ブランク』 - Point Blank (1967年)
- 『かわいい毒草』 - Pretty Poison (1968年)
- 『雨にぬれた舗道』 - That Cold Day in the Park (1969年)
- 『夕陽の対決』 - Heaven with a Sun (1969年)
- 『ヤム・ヤム・ガール』 - Under the Yum Yum Tree (1969年) ※テレビ映画
- 『レモンのゆううつ』 - Some Kind of a Nut (1969年)
- 『M★A★S★H マッシュ』 - M*A*S*H (1970年)
- 『私立探偵バニヨン』 - Banyon (1971年) ※テレビドラマ
- 『『追跡者』 - The Trackers (1971年) ※テレビ映画
- 『ザ・ファミリー』 - Journey Through Rosebud (1972年)
- 『マッシュ』 - M*A*S*H (1972年-1981年) ※テレビドラマ、12話分
- 『さらば冬のかもめ』 - The Last Detail (1973年)
- 『姿なき脅迫者・謎のＷ』 - W (1974年)
- 『星の国から来た仲間』 - Escape to Witch Mountain (1975年)
- 『午後の曳航』 - The Sailor Who Fell from Grace with the Sea (1976年)
- 『フリーキー・フライデー』 - Freaky Friday (1976年)
- 『アガサ 愛の失踪事件』 - Agatha (1979年)
- 『チャンス』 - Being There (1979年)
- 『ジェームズ・コバーンの 新ハスラー』 - The Baltimore Bullet (1980年)
- 『ボールズ・ボールズ』 - Caddyshack (1980年)
- 『エビータ』 - Evita Peron (1981年) ※テレビ映画
- 『デストラップ 死の罠』 - Deathtrap (1982年)
- 『大狂乱』 - Lookin' to Get Out (1982年)
- 『評決』 - The Verdict (1982年)
- 『世にも不思議なアメージング・ストーリー』 - Amazing Stories (1986年) ※テレビドラマ、1話分
- 『別れの時』 - Foxfire (1987年) ※テレビ映画
- 『大脱走2』 - The Great Escape II: The Untold Story (1988年) ※テレビ映画
- 『ブレンダ・スター』 - Brenda Starr (1989年)